# 麥桑加島
麥桑加島（英語：Maysnaga Island），是巴丹群島的島嶼之一，由巴丹群島省伊巴雅特市管轄，為一座無人島。

## 位置
島嶼約位於夏揚島北方兩公里、瑪勿蒂斯島西南方1.5公里處，與臺灣蘭嶼的距離則大約185公里左右。